# 上と下
『上と下』（うえとした、Upstairs and Downstairs）は、1959年に公開されたイギリスのコメディ映画。監督はラルフ・トーマス。出演はマイケル・クレイグ、アン・ヘイウッド、ミレーヌ・ドモンジョ、クラウディア・カルディナーレ。 カルディナーレが出演した初の英語圏の映画である。

## キャスト
| 役名             | 俳優                         | 日本語吹替                        |
| 役名             | 俳優                         | TBS版                             |
| ---------------- | ---------------------------- | --------------------------------- |
| リチャード       | マイケル・クレイグ           | 城達也                            |
| ケイト           | アン・ヘイウッド             | 武藤礼子                          |
| イングリッド     | ミレーヌ・ドモンジョ         | 池田昌子                          |
| マンスフィールド | ジェームズ・R・ジャスティス  | 大宮悌二                          |
| マリア           | クラウディア・カルディナーレ | 小沢かおる                        |
| エドワーズ       | シドニー・ジェームズ         | 上田敏也                          |
| ブロドウェン     | ジョーン・シムズ             | 京田尚子                          |
| ウェズレー       | ダニエル・マッセイ           | 山田康雄                          |
| 不明 その他      | N/A                          | 青野武 北村弘一 納谷六朗          |
| 日本語スタッフ   |                              |                                   |
| 演出             |                              |                                   |
| 翻訳             |                              |                                   |
| 効果             |                              |                                   |
| 調整             |                              |                                   |
| 制作             |                              |                                   |
| 解説             | 解説                         | 荻昌弘                            |
| 初回放送         | 初回放送                     | 1971年6月7日 『月曜ロードショー』 |